# Muriel Baumeister
Muriel Baumeister (n. 24 ianuarie 1972, Salzburg) este o actriță germano-austriacă.

## Date biografice și carieră
Baumeister provine dintr-o familie de actori, fiind fiica lui Edwin Noël și al Barbarei Haselbach. La vârsta de numai 16 ani a jucat în serialul Ein Haus in der Toscana (O casă în Toscana). După bacalaureat a studiat un timp pedagogie, însă a întrerupt studiul pentru a urma dramaturgie. Printre succesele ei se numără filmele Der Landarzt (Medicul de țară), Knockin’ on Heaven’s Door (Bătând la poarta raiului), Sturmzeit (Timp furtunos), Eine Prinzessin zum Verlieben (O prințesă grațioasă), Der Besuch der alten Dame (Vizita bătrânei doamne), Bis in die Spitzen (Spre vârfuri), serialele Derrick, Tatort (Locul faptei), Polizeiruf 110 (110 - Telefonul poliției), Das Traumschiff (O navă de vis), Faktor 8 – Der Tag ist gekommen (Factorul 8 - A sosit ziua) sau Kreuzfahrt ins Glück (Croazieră spre fericire).
Actriței i s-au acordat mai multe distincții și premii, ca de exemplu Telestar, Goldene Kamera sau premiul Lilli Palmer. După ce tatăl ei s-a sinucis, Muriel s-a retras pentru un timp din viața publică. Pânâ în 1998 a fost căsătorită cu actorul Rainer Strecker, cu care în 1993 a avut un fiu. În 2006 a avut o fiică cu actorul Pierre Besson. Actual activează în Berlin.

## Filmografie
- 1990–1994: Ein Haus in der Toscana (serial TV)
- 1990: Wohin die Liebe fällt
- 1991: Derrick – Der Schrei (serial TV)
- 1991: Der Alte (serial TV)
- 1992: Der Brocken
- 1992: Derrick – Billies schöne, neue Welt
- 1992: Schuld war nur der Bossa Nova
- 1992: Widerspenstige Viktoria
- 1992–1993: Der Landarzt
- 1993: Eurocops – Flamingo (serial TV)
- 1993: Morlock – Kinderkram (serial TV)
- 1994: Die Stadtindianer
- 1994: Faust – Der Beschützer (serial TV)
- 1994: Mutter, ich will nicht sterben!
- 1994: Derrick – Gesicht hinter der Scheibe
- 1994: Rosamunde Pilcher – Wilder Thymian (serial TV)
- 1995: Alles außer Mord – Wahnsinn mit Methode
- 1995: Ich liebe den Mann meiner Tochter
- 1995: Die Versuchung – Der Priester und das Mädchen
- 1996: Alles nur Tarnung
- 1996: Die Drei – Marion mit den blauen Augen
- 1997: Berlin – Moskau
- 1997: Die Konkurrentin
- 1997–1999: Einsatz Hamburg Süd
- 1997: Frauen morden leichter
- 1997: Knockin’ on Heaven’s Door
- 1998: Mein Freund, der Bulle
- 1999: Die Entführung
- 1999: Priester im Einsatz
- 1999: Sturmzeit
- 2000: Der Vogelforscher
- 2000: Die Frau, die einen Mörder liebte
- 2000: Die Kommissarin – Der Tote aus der Wagenburg
- 2000: Im Fadenkreuz – Bis daß der Tod euch scheidet
- 2000: Meine Tochter darf es nie erfahren
- 2000: Siska – Mord frei Haus (serial TV)
- 2000: Zimmer mit Frühstück
- 2001: Das Leben meines Vaters
- 2001: Der Mann, den sie nicht lieben durfte
- 2001: Die Überlebende
- 2001: Liebeskrank
- 2002: Am anderen Ende der Brücke
- 2002: Dracula
- 2002: Gefühle im Sturm
- 2002: Ich schenk dir einen Seitensprung
- 2003: Ein Vater für Klette
- 2003: Er oder keiner
- 2003: Mit Herz und Handschellen – Mitten ins Herz
- 2003: Nur Anfänger heiraten
- 2003: Spurlos – Ein Baby verschwindet
- 2003: Polizeiruf 110 – Doktorspiele (serial TV)
- 2004: Das Bernsteinamulett
- 2004: Das Traumschiff – Sri Lanka (serial TV)
- 2005: Bis in die Spitzen (serial TV)
- 2005: Eine Prinzessin zum Verlieben
- 2006: 3 Engel auf der Chefetage
- 2006: Die Pferdeinsel (serial TV)
- 2007: Lawine
- 2007: Sechs Richtige und andere Katastrophen
- 2008: Bis dass der Tod uns scheidet
- 2008: Robin Pilcher: Zeit des Wiedersehens (Serial TV)
- 2008: Der Besuch der alten Dame (Serial TV)
- 2008: Eine bärenstarke Liebe (Serial TV)
- 2008: Die Frau des Frisörs (Serial TV)
- 2008: Lilly Schönauer – Und dann war es Liebe (Serial TV)
- 2008: Wenn wir uns begegnen (Serial TV)
- 2008: Tatort – Granit
- 2009: Der Alte – Tod auf dem Großmarkt
- 2009: Tatort – Oben und Unten
- 2009: Faktor 8 – Der Tag ist gekommen
- 2009: Kreuzfahrt ins Glück – Marrakesch
- 2009: Seine Mutter und ich
- 2010: Urlaub mit kleinen Folgen
- 2011: Glücksbringer
- 2011: Ein Sommer in den Bergen
- 2011: Liebe und Tod auf Java
- 2011: Liebe am Fjord – Das Meer der Frauen
- 2012: Das Traumhotel – Brasilien
- 2012: Was machen Frauen morgens um halb vier?
- 2012: Inseln vor dem Wind
- 2013: Nicht ohne meinen Enkel
- 2013: Rosamunde Pilcher – Schlangen im Paradies